# Norovyn Altankhuyag
Norovyn Altankhuyag é um político da Mongólia que foi primeiro-ministro da Mongólia de 2012 a 2014. Anteriormente, atuou como Ministro da Agricultura e da Indústria 1996-2000 e como Ministro da Fazenda de 2004 a 2006. Em 2008, ele foi eleito pelo Comitê Consultivo Nacional (CCN) como o líder da Partido Democrático da Mongólia após a derrota do partido na Mongolia eleições legislativas de 2008.

## Início da vida
Altankhuyag nasceu na província de Uvs na Mongólia e frequentou o ensino médio em Ulaangom em 1966. Após a formatura no ensino médio, em 1976, ele escolheu para estudar na Faculdade de Física e Matemática em Universidade Nacional da Mongólia. Após a conclusão da universidade, ele teve a honra de permanecer como professor em sua universidade.

## Carreira política
Durante a Revolução Democrática da Mongólia em 1990, ele foi um dos pioneiros do movimento de juventude. Com seus colegas, ele iniciou o Movimento Socialista Democrático. Em 21 de fevereiro de 1990, a primeira reunião para estabelecer a Partido Social Democrata Mongol foi realizada, e ele foi eleito membro do partido comissão estabelecimento.
Entre os anos de 1990-2006, atuou como secretário-geral quatro vezes em diferentes partes. Ele foi eleito duas vezes como membro do Parlamento.
Após a eleição geral de 2008, o líder anterior Tsakhiagiin Elbegdorj desceu como resultado da derrota eleitoral e Altankhuyag se tornou o novo líder do Partido Democrata.

## O líder do partido
Durante sua liderança, Partido Democrático da Mongólia lança vários programas para fortalecer itens valiosos da democracia e da construção da sociedade civil.